# توباغاتش
توباغاتش هي قرية في مقاطعة مياندوآب، إيران. يقدر عدد سكانها بـ 23 نسمة بحسب إحصاء 2016.